# Christoph von Rotenhan
Christoph von Rotenhan (* vor 1424; † 22. September 1436) war Bischof von Lebus.

## Leben
Christoph von Rotenhan besaß die akademischen Grade eines Dr. iur. und Dr. iur. can. und stammte aus der Bamberger Gegend. Er war Propst von St. Gumbertus in Ansbach. Obwohl das Lebuser Domkapitel Peter von Burgsdorff zum Bischof gewählt hatte, konnte sich Rotenhan als Vertrauter des brandenburgischen Kurfürsten Friedrich I. durchsetzen und erlangte am 11. Oktober 1424 die päpstliche Bestätigung.
Während seiner Amtszeit wurden in seinem Sprengel durch die Hussiten zahlreiche Dörfer, der Fürstenwalder Dom, das Kartäuserkloster in Frankfurt (Oder), die Müncheburg sowie Stadt und Schloss Lebus zerstört. 1433 nahm er am Basler Konzil teil und weihte 1434 seinen Bruder Anton von Rotenhan zum Bischof von Bamberg. 1435 schlichtete er Grenzstreitigkeiten zwischen der Stadt Landsberg an der Warthe und Polen. Nach seinem Tod wurde er im Fürstenwalder Dom beigesetzt.